# Rzeżucha włochata

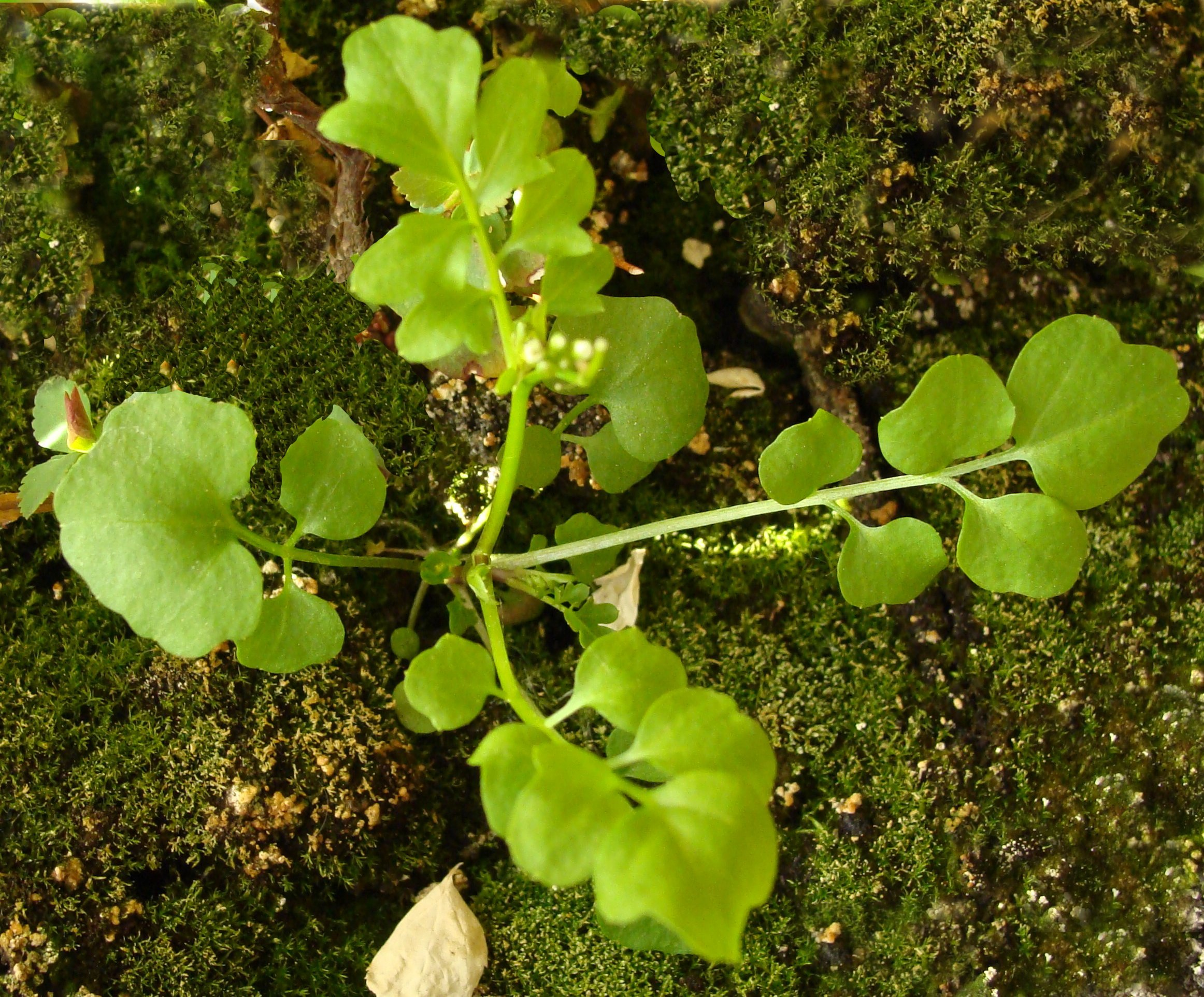
Liście

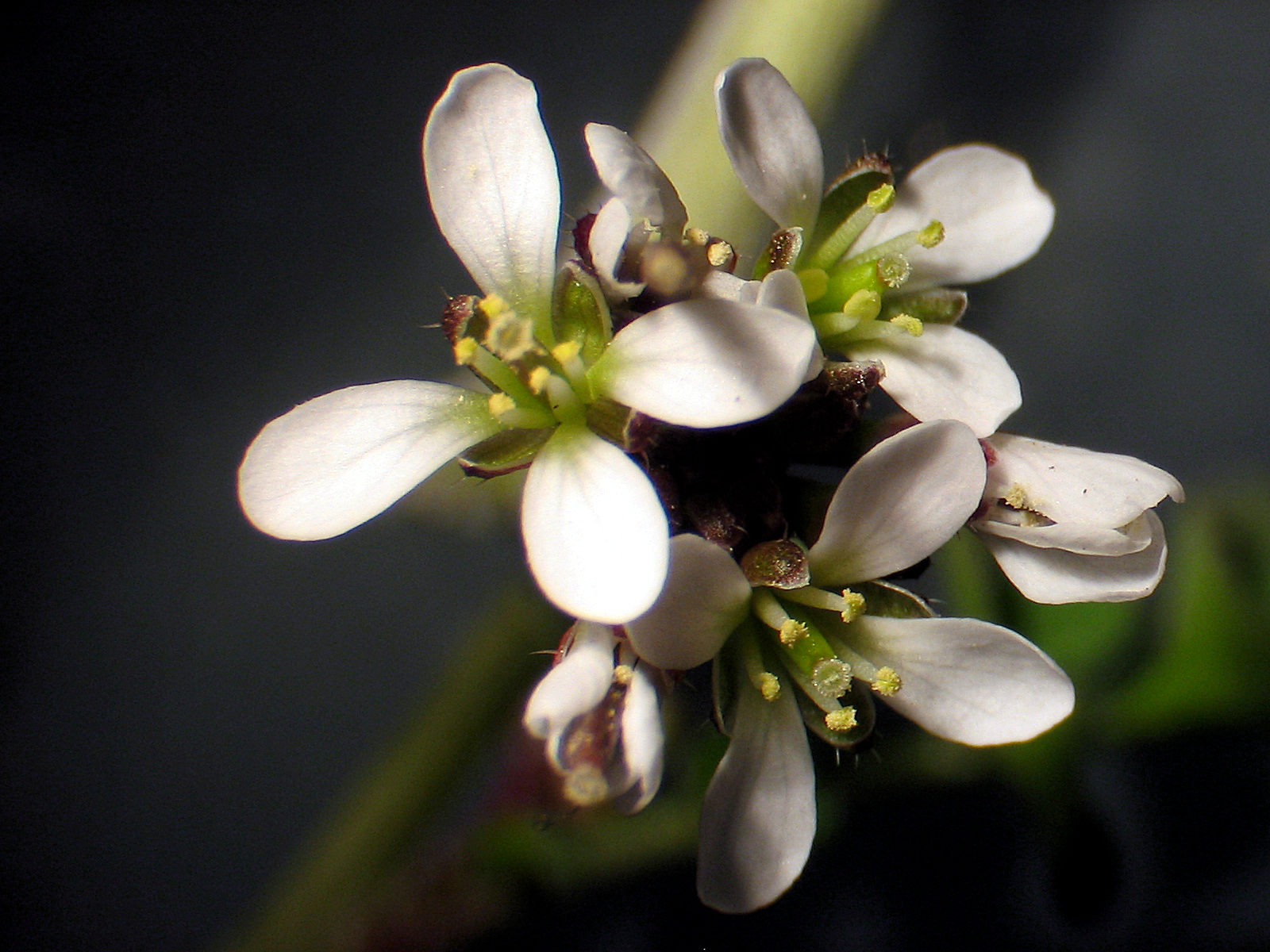
Kwiaty

Rzeżucha włochata (Cardamine hirsuta L.)  synonim rz. czteropręcikowa – gatunek niewielkiej rośliny z rodziny kapustowatych (Brassicaceae).

## Rozmieszczenie geograficzne
Jest szeroko rozprzestrzeniony. Rodzimy obszar występowania obejmuje Europę, północną Afrykę i południową Azję. Jako gatunek zawleczony występuje w Ameryce Północnej i Południowej, Australii, Nowej Zelandii i in.

## Morfologia
ŁodygaŁodygi zielne, liczne i rozgałęziające się, owłosione lub nagie (rzadziej), 7–30 cm wysokości.
LiścieOsadzone na długich ogonkach, nie tworzą uszek obejmujących łodygę. Wraz z  wiekiem rośliny,  pojawiające się nowe liście dość znacznie różnią się od wcześniejszych. Liście pierzastodzielne, z największym listkiem szczytowym i 2, 4 lub 6 bocznymi. Listki u najstarszych liści (dolnych) mają duże powierzchnie, nieregularnie obłe. Listki górne (młodsze) są mniejsze, oszczepowate z wolnym końcem w kształcie łuku, następnie, za dwoma trójkątnymi zębami  ostro zwężają się w ogonek.
KwiatyLedwie widoczne, niepozorne, białe i nierozchylone (proste). Pręcików 4. Działki kielicha wąskie i eliptyczne, 1,5 do 2,2 mm długie, zielone, niekiedy fioletowo nabiegłe. Płatki korony wąskie, klinowato zakończone do 4 mm długie.
OwocŁuszczyna wielokrotnie dłuższa niż szeroka, bez widocznych nerwów, zakończona niewielkim dzióbkiem. Długość 12–25 mm i ok. 1,2 mm szerokości osadzone na szypułkach do 13 mm długich. Wewnątrz przezroczysta przegroda a po jej obu stronach nasiona ułożone w jednym szeregu, jedno za drugim. Dotknięte łuszczyny (w odpowiednim stadium dojrzałości) pękają, łupiny nasienne zwijają się i odpadają. Nasiona dojrzewają później i też odpadają. Na szypułkach pozostają żółte przegrody. Łuszczyny i szypułki odstają  i zajmują górną, bezlistną część łodygi.
KorzeńPalowo-wiązkowy, biały.

## Biologia i ekologia
Roślina jednoroczna. Kwitnie od kwietnia do czerwca, czasami także na jesieni. Siedlisko: gleby żyzne, wilgotne i wolne od roślinności. Najłatwiej można ją wypatrzyć w szkółkach leśnych, w uprawach ogrodniczych, na plantacjach i leśnych przydrożach. Wegetację zaczyna wcześnie i wcześnie też zaczyna kwitnąć i owocować. W razie suszy zasycha.

## Zmienność
Tworzy mieszańce z rz. gorzką (Cardamine amara), rz. leśną (Cardamine flexuosa) i rz. niecierpkową (Cardamine impatiens).